# Куриленко Василь Єлисейович
Куриленко Василь Єлисейович (17.09.1930 — 16.03.2011) — радянський та український археолог, історик, митець, засновник та директор Мезинського археологічного музею (нині Мезинський археологічний науково-дослідний музей ім. В. Є. Куриленка).

## Біографія
Народився 17.IX.1930 р. в селі Курилівка, в сім'ї селянина. Батько Куриленко Єлисей Іванович, мати Куриленко (Рябець) Ольга Іванівна. Українець. У 1941 р. закінчив з відзнакою три класи Курилівської школи. За часів окупації в школу не ходив. Після звільнення села навчався півроку в 4 класі, а з 1944 р. працював у колгоспі молотобійцем у кузні та ін. У1949 р. склав екстерном екзамени за V та VI класи і навчався в VII класі Мізинської школи. У 1950 р. пішов у армію, де в 1952 р. закінчив авіашколу і служив у авіації дальньої дії, працюючи і клубним художником. У 1955—1957 рр. працював баяністом у Мізинській школі та художником в містах Прилуки та Чернігів. Дружина Куриленко (Компанець) Віра Якимівна (14.10.1935 — 29.02.1996), вчитель, директор Свердловської середньої школи.
У 1956—1962 рр. закінчив Московський заочний університет мистецтв, а в 1958—1961 рр. — Чернігівську заочну середню школу. З 1958 по 1962 р. працював учителем малювання в Мізинській середній школі.
У 1963 р. поступив на денний відділ Художньо-графічного факультету Петербурзького інституту ім. Герцена, який закінчив у 1968 р. Під керівництвом археолога В. П. Левенка вивчав основи археології, у 1965 р. перейшов на заочний відділ і виїхав до с. Мізин для створення там музею, який і відкрив 17.IX.1965 р. при школі. Музей створював безкоштовно, без фінансування із зовні, будучи майже безробітним (мав у школі 3-5 уроків малювання на тиждень). У 1969 р., пройшов за конкурсом на посаду старшого викладача мистецтва і виїхав на роботу в Бєльський педінститут у Молдові. Там закінчив Школу молодого лектора та Школу по здачі кандидатського мінімуму, і для написання дисертації повернувся на роботу в Мізинський музей в 1972 р.
Постійно проводив розкопки, щорічно поповнюючи музей 1-3 тисячами речей. Був на курсах археологів, постійно контактував з науковцями.
У 1979 р. після відвідування музею космонавтом Ю. В. Романенко та маршалом авіації С. Г. Руденко за їх порадою був переведений у Коропський музей М. Кибальчича — основоположника ракетного руху в Росії. У Коропі (в павільйоні музею Кибальчича) відкрив краєзнавчий музей, за що отримав гарячу підтримку чернігівських археологів і дві догани «За засмічення музею Кибальчича непрофільними експонатами».
У 1985 р. переїхав жити в благоустроєну квартиру в с. Свердловка (нині с. Деснянське Коропського району) і розпочав корінну перебудову Мізинського музею. Протягом усіх років роботи в музеї тримав постійні контакти чи листування різної інтенсивності з археологами Петербургу, Москви, Чернігова, Києва — І. Г. Шовкоплясом, І. Г. Підоплічко, Р. В. Терпиловським, Д. Я. Телегіним, І. І. Артеменко, В. В. Отрощенко, Н. С. Котовою, К. П. Бунятян і іншими діячами. Спілкувався з археологами Сумщини, Полтавщини та інших областей, де друкувався, брав участь у наукових конференціях. Росту музею сприяли і схвальні відгуки відвідувачів. В Мізині, Коропі і Свердловці, як і в Бєльському педінституті сам вів лекторій з мистецтва та ізостудію. Як позаштатний лектор районної та обласної ланки, провів багато лекцій з історії, космонавтики і мистецтва (іноді до 50 на рік).
Написав і частково подарував музеям численні етюди та незавершені картини. З 1980-х рр. розкопки вів по відкритих листах, що надсилались з Києва як представнику інституту археології.
За 40 років виявив і вивчив у окрузі с. Мезин 19 різних культур, відкрив невідому раніше — перед'юхнівську (курилівську) культуру, що розпочала вік заліза за 3 стотіття до юхнівської.
Дешифрував мізинські браслети, дослідив стійбище мисливців на мамонта, виявив другу Мізинську палеолітичну стоянку «Костомахин колодязь».
Зібрав більше 54 тисяч археологічних речей, частину з яких передав у створений ним в 1992 р. Коропський музей. Багато речей було вкрадено за 8 крадіжок у музеї. Надрукував понад 30 наукових робіт та безліч газетних статей на теми історії краю. Заслуговує на увагу випадок, що трапився в 1946 р. Тоді невідомим провісником було передбачено створення Василем Куриленко в селі «невеликого наукового закладу». Проживав з 1947 р. в містах Шостка, Боково-Антрацит, Могилів-Подільській, Гомель, Сімферополь, Прилуки, Чернігів, Ленінград, Бєльці, Короп. Діти: дочка Людмила, син Ігор.
Нагороджений орденом «За заслуги» 3-го ступеня (2008 рік). Помер 16 березня 2011 року. Похований у с. Курилівка поряд з батьками та дружиною.
Список публікацій.
1.    Куриленко В. Є. Музей у с. Мізин. // Соціалістична культура. – 1977.
2.     Куриленко В. Є. Художні кахлі Мізинського музею. // Народна творчість та етнографія. – № 6, 1979.
3.    Куриленко В. Є. Археологічні дослідження Коропського музею в середньому Подесенні. – «Чернігівська обласна наукова конференція з історичного краєзнавства. ТД», (1-а), 1985 р., с. 106 – 107.
4.    Телєгін Д. Я., Куриленко В. Є. Неолітичні пам’ятки поблизу с. Кудлаївки на Десні //Археологія. – 1986. – С. 100-103.
5.    Куриленко В. Є. Мотив ліри, пальмет і крина в кахлях на Новгород-Сіверщині. // Народна творчість та етнографія. – № 6, 1986, с. 64-65.
6.    Куриленко В. Є. Давньоруські поселення в околицях с. Мізин на Коропщині. // II Чернігівська обласна наукова конференція з історичного краєзнавства. – Чернігів, 1988.
7.    Куриленко В. Е. Памятники археологии на стыке Сумщины и Черниговщины у с. Мезин. // Питання археології Сумщини. Матеріали науково-практичної конференції «Проблеми вивчення і охорони пам`яток археології Сумщини». Суми. Квітень 1989. – Суми, 1990.
8.    Куриленко В. Є. Неолит Средней Десны по материалам Мезинского археологического музея // Охорона і дослідження пам’яток археології Полтавщини. – Полтава, 1990. – С. 69-71.
9.    Куриленко В. Е. Об архитектонике орнаментов мезинских браслетов. Из опыта археологического изучения Новгород-Северского Полесья. // Теория и методика исследований археологических памятников лесостепной зоны. – Липецк, 1992.
10.                      Куриленко В. Е. Об авторстве портрета четы Кочубеев. // 100 років Полтавському краєзнавчому музею: історія музею; колекції. – Полтава, 1992, с. 93 – 94. 
11.                      Куриленко В.Є. До локалізації літописного м. Хоробора. // Український історичний журнал. – № 1, 1993.
12.                      Куриленко В. Є. Памятники археології Коропа та його околиць. – «Слов’яно-руські старожитності північного Лівобережжя», Чн., Сіверянська думка, 1995 р., с. 47 – 48.
13.                      Куриленко, Василь. Отрощенко, Віталій. Мезин на Десні. Динаміки змін археологічних культур. // Сіверянський літопис. – № 2-3, 1996, с, 27-32. 
14.                      Куриленко В.Є. Отрощенко В. В. Динаміка культурних змін за доби бронзи у мезинському мікрорайоні на Десні. // Археологія. – № 1, 1998 С. 46-56.
15.                      Куриленко В. Е. Отрощенко В. В. Сосницкая культура в Подесенье и ее связи с восточными соседями // «Trzñiniec»: system kulturowy czy interkulturowy proces.— S. 48—51; Poznan, Polska. 1977.
16.                      Куриленко В.Є., Отрощенко В.В. Сосницька культура Подесення та її зв’язки із східними сусідами // Trzciniec system kulturowy czy interkulturowy process — Poznan, 1998/ С. 239-251.
17.                      Kurylenko V.Y., Otroshchenko V.V. The Sosnytsa culture of the Desna area and its links with eastern neighbours // Baltic-Pontic Studies. – Poznan, 1998. – Vol. 6. – P. 87-102. 
18.                       Куриленко, Василь. Сіверяни округа міст Радичева і Новгорода-Сіверського. // Сіверський літопис. – № 1, 1998.
19.                       Куриленко В. Е. Котова Н. С. Неолит Мезинского Подесенья. // Древности Северского Донца. Вып. 4. – Луганск , 2000.
20.                       Куриленко В. Є. Переправа шведів та козаків біля Мізина та Свердловки. // Сіверянський літопис. – № 4, 2002. 
21.                       Куриленко В. Є. В Чернігово-Сумському Подесенні (коротка історія краю). Записки засновника мізинського археологічного музею. – Шостка, 2005.
22.                       Куриленко В. Є. Бунятян К. П. Пам’ятки середньодніпровської культури Середнього Подесення. // Археологія. – № 4, 2006.
23.                       Куриленко В. Є. Далеке минуле рідного краю. – Шостка, 2007.
24.                       Куриленко В. Є. Історія Чернігово-Сіверщини з найдавніших часів у знахідках Мезинської округи. Нариси про далеке минуле рідного краю. – Чернігів, 2008. 
25.                      Куриленко В. Є. Пам’ятки астроархеології в зібранні Мезинського музею // Сіверянський літопис. – 2008. – №5. – С. 4, 7. 
26.                      Куриленко В. Є. Палеоліт округи Мізина// Сіверянський літопис. – 2008. – 6.– С. 74,75. 
27.                       Куриленко В. Є. Шведські дороги в окрузі Мізина на Десні. // Сіверщина в історії України. – Київ-Глухів, 2010.
28.                      Куриленко В. Є. Щільність заселення округи в кам'яному віці // Сіверянський літопис. - 2010. - № 6. - С. 3-8.
29.                      Куриленко В.Є. Крізь безодню віків. Мізин. Край, де заснула вічність. Записки засновника Мізинського музею. Чернігів, 2011-2016.
30.                      Куриленко В. Е. Искусство из бездны веков. Мезин и окрестности, 2020.